# Grand prix de la relève musicale Archambault
 (mars 2013).
Le grand prix de la relève musicale Archambault (GPRMA) a été créé en début d’année 2006 par les magasins Archambault afin de rendre hommage aux artistes émergents de la culture musicale québécoise.
Ce prix n'existe plus. 

## Lauréats
- 2006 : Accrophone : Duo du balcon
- 2007 : Harvee : ink or Swim…